# Scotch Cup 1961
Der Scotch Cup 1961 war die 3. Austragung des Curling-Turniers und wurde vom 21. bis 30. März des Jahres in den schottischen Städten Ayr, Kirkcaldy, Edinburgh und Perth veranstaltet. Der Pokalwettbewerb trägt heute den Status der Curling-Weltmeisterschaft der Herren.
Der Scotch Cup wurde in einem Rundenturnier (Round Robin) zwischen den Mannschaften aus Schottland, Kanada und erstmals den Vereinigten Staaten ausgespielt. Die Spiele wurden auf zwölf Ends angesetzt.
Kanada gewann den Cup durch einen Finalsieg gegen Schottland.

## Teilnehmende Nationen
| Kanada | Schottland                                                                                             | Vereinigte Staaten                                                                                         |
| --- | --- | --- |
| Alberta Avenue CC, Edmonton, AB Skip: Hector Gervais Third: Ray Werner Second: Vic Raymer Lead: Wally Ursuliak | Findo Gask CC, Perth Skip: Willie McIntosh Third: Andrew McLaren Second: Jim Miller Lead: Bob Strirrat | Granite CC, Seattle, WA Skip: Frank Crealock Third: Ken Sherwood Second: John Jamieson Lead: Bud McCartney |

## Tabelle der Round Robin
| Platz | Team               | Spiele | Siege | Ndlg. |
| ----- | ------------------ | ------ | ----- | ----- |
| 1.    | Schottland         | 4      | 2     | 2     |
| 2.    | Kanada             | 4      | 2     | 2     |
| 3.    | Vereinigte Staaten | 4      | 2     | 2     |

## Ergebnisse der Round Robin

### Runde 1
| Begegnung                       | Resultat |
| ------------------------------- | -------- |
| Schottland – Vereinigte Staaten | 9:8      |

### Runde 2
| Begegnung           | Resultat |
| ------------------- | -------- |
| Kanada – Schottland | 11:10    |

### Runde 3
| Begegnung                   | Resultat |
| --------------------------- | -------- |
| Kanada – Vereinigte Staaten | 10:6     |

### Runde 4
| Begegnung                       | Resultat |
| ------------------------------- | -------- |
| Schottland – Vereinigte Staaten | 9:11     |

### Runde 5
| Team               |  | 1 | 2 | 3 | 4 | 5 | 6 | 7 | 8 | 9 | 10 | 11 | 12 | Gesamt |
| ------------------ |  | - | - | - | - | - | - | - | - | - | -- | -- | -- | ------ |
| Kanada             |  | 1 | 0 | 3 | 1 | 0 | 0 | 0 | 0 | 0 | 1  | 0  | 0  | 6      |
| Vereinigte Staaten |  | 0 | 1 | 0 | 0 | 2 | 3 | 2 | 1 | 1 | 0  | 1  | 2  | 13     |

### Runde 6
| Team       |  | 1 | 2 | 3 | 4 | 5 | 6 | 7 | 8 | 9 | 10 | 11 | Gesamt |
| ---------- |  | - | - | - | - | - | - | - | - | - | -- | -- | ------ |
| Kanada     |  | 0 | 1 | 0 | 1 | 1 | 0 | 0 | 0 | 0 | 1  | 0  | 4      |
| Schottland |  | 1 | 0 | 1 | 0 | 0 | 2 | 1 | 5 | 3 | 0  | 2  | 15     |

## Playoff
|  | Halbfinale | Halbfinale         | Halbfinale |  |  | Finale | Finale     | Finale |
|  |            |                    |            |  |  |        |            |        |
|  | 2          | Kanada             | 14         |  |  |        |            |        |
|  | 3          | Vereinigte Staaten | 9          |  |  | 1      | Schottland | 7      |
|  |            |                    |            |  |  | 1      | Kanada     | 12     |

### Halbfinale
| Team               |  | 1 | 2 | 3 | 4 | 5 | 6 | 7 | 8 | 9 | 10 | 11 | Gesamt |
| ------------------ |  | - | - | - | - | - | - | - | - | - | -- | -- | ------ |
| Kanada             |  | 0 | 2 | 1 | 0 | 4 | 0 | 1 | 0 | 3 | 0  | 3  | 14     |
| Vereinigte Staaten |  | 2 | 0 | 0 | 4 | 0 | 1 | 0 | 1 | 0 | 1  | 0  | 9      |

### Finale
| Team       |  | 1 | 2 | 3 | 4 | 5 | 6 | 7 | 8 | 9 | 10 | 11 | Gesamt |
| ---------- |  | - | - | - | - | - | - | - | - | - | -- | -- | ------ |
| Kanada     |  | 2 | 1 | 0 | 1 | 0 | 0 | 3 | 0 | 2 | 0  | 3  | 12     |
| Schottland |  | 0 | 0 | 1 | 0 | 1 | 1 | 0 | 2 | 0 | 2  | 0  | 7      |

## Endstand
| Platz | Land               |
| ----- | ------------------ |
| 1     | Kanada             |
| 2     | Schottland         |
| 3     | Vereinigte Staaten |